# Cirsium pitcheri
Cirsium pitcheri, numit uneori ciulinul lui Pitcher sau ciulinul de dune, este o specie de ciulin din familia Asteraceae, originară de pe țărmurile cu dune de nisip de-a lungul Marilor Lacuri Superioare din America de Nord. Este prezentă în mod natural în Indiana, Illinois, Michigan, Wisconsin și Ontario. Este clasificată de United States Fish and Wildlife Service⁠(d) ca specie amenințată.

## Descriere
Ciulinul lui Pitcher este o plantă cu aspect modest în cea mai mare parte a vieții sale; își concentrează cea mai mare parte a biomasei într-o rădăcină pivotantă masivă care poate avea o lungime de 2 metri. Frunzele sale lungi, înguste, gri-verzui sunt protejate de spini și fire dense, argintii. Între 2 și 8 ani după germinare, ciulinul juvenil se maturizează brusc și trimite o tulpină de flori de 100 cm (40 de inci) sau mai mult în înălțime. În partea de sus a lăstarului înflorit se află un cap spectaculos de flori efuzive, variind în culori de la alb crem la roz foarte deschis și păzit de spini. Unele plante pot fi destul de stufoase și produc numeroase capete de înflorire. De obicei, sunt necesari cel puțin 5 ani pentru ca ciulinul să ajungă la maturitate. Ciulinul lui Pitcher este monocarpic; după înflorire o dată, planta moare. Majoritatea semințelor sale nu se dispersează foarte departe; de fapt, capete întregi sunt ocazional îngropate, producând ciorchini de răsaduri. 
Ciulinul lui Pitcher este adaptat vieții pe suprafețe de dune de nisip deschise, bătute de vânt, semi-stabile. Poate înflori oricând de la mijlocul lunii iunie până la mijlocul lunii septembrie, în funcție de cantitatea de energie pe care a stocat-o în rădăcina sa pivotantă și de condițiile locale de ploaie imediat înainte de înflorire.

## Istorie și descoperire
Ciulinul lui Pitcher a fost identificat pentru prima dată de Dr. Zina Pitcher, un naturalist amator și chirurg militar al armatei SUA staționat la Fort Brady, Sault Ste. Marie, Michigan. Într-o vară necunoscută, la un moment dat în anii 1820, Dr. Pitcher a primit permisiunea de a merge într-o excursie de camping la vest de fort, pe un țărm nisipos al lacului Superior. În timp ce explora ceea ce este acum Pictured Rocks National Lakeshore și zona Grand Sable Dunes, Dr. Pitcher a descoperit o plantă de ciulin Pitcher în floare. Medicul a expediat specimenul către botaniști care l-au publicat și l-au numit în cinstea sa, Cirsium pitcheri.

## Distribuție geografică
Ciulinul Pitcher se găsește exclusiv de-a lungul țărmurilor lacurilor Huron, Michigan și Superior, în special în zonele de dune de nisip. Două dintre cele mai mari populații rămase au fost identificate în zona Nordhouse Dunes din Pădurea Națională Manistee și în Parcul Național Sleeping Bear Dunes. În plus, ciulinul lui Pitcher continuă să crească și să înflorească în unele parcuri de stat mai mici și zone private de-a lungul acestor maluri ale lacului.

## Stare de conservare
Habitatul de dune al Marilor Lacuri este amenințat de specii invazive, cum ar fi cicoarea pătrată. În plus, valoarea economică ridicată a țărmului Marilor Lacuri pentru dezvoltarea imobiliară continuă să amenințe ciulinul lui Pitcher. Deși poate fi local abundent în zone cu habitat relativ netulburat, ciulinul este extrem de vulnerabil deoarece este adaptat să trăiască în locații unde mulți oameni ar dori să construiască case de vacanță și stațiuni și, prin urmare, este critic amenințat de distrugerea habitatului de către om. Acest fapt, precum și vulnerabilitatea sa generală datorită habitatului său specializat și a ariei sale restrânse, a condus la clasificarea ciulinului lui Pitcher ca specie amenințată la nivel federal de către guvernul SUA; este, de asemenea, listat ca fiind amenințat sau pe cale de dispariție la nivel de stat. În Canada, este listat ca fiind pe cale de dispariție atât la nivel provincial (Ontario), cât și la nivel federal.